# Kostel svatého Jakuba (Polička)
Kostel svatého Jakuba Většího je kostel v Pardubickém kraji v městě Polička.

## Historie
První kostel vznikl v době založení města Poličky králem Přemyslem Otakarem II., jeho přesná orientace na náměstí odpovídá urbanistické koncepci z roku 1265. Patrocinium sv. Jakuba patří k typickým pro kolonizaci 13. století. Trojlodní gotická bazilika s hranolovou věží v západním průčelí byla v době vrcholné gotiky přestavěna v rámci věnného města českých královen císařovnou Eliškou Pomořanskou.
Po požáru města z roku 1840 byla stavba až do základů zbořena, zachoval se pouze šestiboký presbytář s křížovými klenbami, jeden gotický zvon dvě barokní sochy.
Roku 1853 byl položen základní kámen k trojlodní novogotické stavbě, kterou projektoval c. k. zemský inženýr Antonín Ignác Wach a prováděcí plány rozkreslil František Schmoranz starší. Novostavba byla dokončena roku 1865. Vnitřní výzdobu a zařízení zajistili: Václav Levý vytesal sochu sv. Jakuba Většího z kararrského mramoru pro hlavní oltář (1864) a reliéfy Mojžíše, krále Davida, Krista a Čtyř evangelistů na kazatelně. Josef Hellich dodal obrazy čtyř zemských patronů pro hlavní oltář. Vilém Kandler namaloval obraz sv. Josefa pro boční oltář. Roku 1884 byla podle Schmoranzova návrhu vybavena kaple Božího hrobu. V roce 1908 vytvořil poličský rodák, sochař Vojtěch Eduard Šaff na terasu ústřední sousoší Dokonáno jest s nárožními sochami sv. Václava a Ludmily.
Ve světničce v ochozu 36 metrů vysoké věže kostela se roku 1890 narodil hudební skladatel Bohuslav Martinů.

### Program záchrany architektonického dědictví
V rámci Programu záchrany architektonického dědictví bylo v letech 2009-2014 na opravu památky čerpáno 6 215 000 Kč.
| rok    | 2009  | 2010 | 2011  | 2012  | 2013  | 2014  |
| ------ | ----- | ---- | ----- | ----- | ----- | ----- |
| částka | 1 000 | 720  | 1 495 | 1 000 | 1 000 | 1 000 |